# 207420 Jehin
207420 Jehin este o planetă minoră (asteroid) din centura de asteroizi. A fost descoperită pe 21 februarie 2006 la Stația Anderson Mesa de Lowell Observatory Near-Earth-Object Search și a fost numită după Emmanuël Jehin⁠(d). 
Obiectul prezintă o orbită caracterizată de o semiaxă mare de 2,363595247726 UAi, o excentricitate de 0,15927426611236, o înclinație de 2,4189403767644 ° în raport cu ecliptica.